# Krkošija
Krkošija – szczep winorośli właściwej o jasnej skórce.
Pochodzenie szczepu jest kwestionowane: Robinson, Harding i Vouillamoz podają jako ojczyznę szczepu okolice Mostaru w Hercegowinie, gdzie też jest uprawiany. Instytut Hodowli Winorośli Geilweilerhof wskazuje jako kraj pochodzenia Serbię. Kwiaty odmiany są jednopłciowe (żeńskie). Krkošija stanowi tradycyjną domieszkę do win z odmiany žilavka. Odmianę spotyka się pod innymi nazwami, będącymi wariantami transkrypcji: krkosija, krkoshia, krkochia, krkochia chouplyca i kyrkochia.